# Kwarecki Point
Kwarecki Point är en udde i Antarktis. Den ligger i Sydshetlandsöarna. Argentina, Chile och Storbritannien gör anspråk på området.
Terrängen inåt land är kuperad åt sydost, men västerut är den platt. Havet är nära Kwarecki Point åt nordväst. Trakten är glest befolkad. Närmaste befolkade plats är Escudero Station, 10,2 kilometer söder om Kwarecki Point. 